# Київське князівство
Київське князівство — руське князівство династії Рюриковичів, а з XIV століття — Гедиміновичів, на території сучасної Київщини з центром у місті Київ.

## Історія

### Центр Русі. IX—XI ст.
Сформувалось в середині IX століття на базі Києва. Включала колишні землі полян, деревлян, дреговичів та уличів. В X-XII ст. стало центром великої давньоруської держави — Київської Русі. Межі князівства, в основному, проводились по річках: Прип'ять, Дніпро, Стугна (Рось), Случ (Горинь).
Київське князівство лежало на перехресті торгових шляхів з півдня — на північ та з заходу — на схід, які сполучали Європу й Азію. Це вигідне положення сприяло розвиткові торгівлі та економічній міці держави. Найдавніші міста київського князівства — Київ, Вишгород, Витичів та Білгород (нині Білогородка).

### Міжусобиці. XII—XIII ст.
В 1130-х роках внаслідок феодальної роздробленості Київської Русі та постійної міжусобної боротьби удільних князів, Київ поступово втрачає своє значення політичного центру. Одночасно, на східних землях Київської Русі сформувався антикиївський союз володимиро-суздальських князів з половцями. Саме в цей час на Заліській землі набирає силу формування нового етносу зі своїм окремим політичним та суспільним ладом. Яскравим представником нового етносу був син половчанки та князя Юрія Долгорукого — Андрій Боголюбський.
Бажаючи послабити міць Київської держави та значення Києва, як духовного центру всієї Русі, 1169 року Андрій Боголюбський захопив та зруйнував Київ, пограбував та спалив більшість церков, соборів та монастирів.  (Однак участь в цьому військ із Залісся, і самого Боголюбського, є сумнівним, а розміри шкоди від цього, одного із багатьох, епізоду захоплення Києва союзом інших удільних князів - явно перебільшена). Проте, ще деякий час князі українських земель продовжували змагатися за Великокняжий престол і вважали Київське князівство — головним князівством.
У середині XII ст. до складу Київського князівства входили Київщина, Східна Волинь, Переяславщина. Центром був Київ. Переяслав, Канів, Черкаси, Остер, Овруч, Житомир, Чорнобиль, Мозир та інші міста були центрами окремих феодальних володінь, що перебували у васальній залежності від Київського князівства.
Основна територія Київської землі на Правобережжі Дніпра включала землі давнього Полянського і Деревлянського князівств, розселених у Пороссі «чорних клобуків» (берендеїв, торків, коуїв, турпеїв і печенігів) та Болохівську волость, яка з початку XIII століття остаточно відійшла до Волині. На Лівобережжі до Київської землі відносилася тільки вузька смуга (10-15 км), яка простягалася від Десни до Корані, з центром у Сакові. Південний кордон землі пролягав вздовж Пороської лінії оборони від Володарева до Родня через Юр'єв (Білу Церкву), Торчеськ, Богуслав і Корсунь. На півночі до складу землі входили території басейну річки Уж з містами Ушеськ, Іскоростень, Овруч, Чорнобиль. Напевно сам кордон проходив по р. Словечній до її впадіння у Прип'ять, де пізніше пролягла межа між Київським і Мінським воєводствами. Західний кордон з Волинською землею пролягав по річці Случ. Кордони з Болохівською волостю, напевно, пролягали біля витоків Росі та Тетерева.
Київська земля роздробилася на ряд уділів, якими як бенефіціями початково володіли молодші сини київських сюзеренів. З кінця XII століття у більшості з них утвердилися князі із смоленської гілки Мономаховичів. Найпотужнішим з них було Овруцьке князівство. Княжі престоли також були у Вишгороді, Білгороді, Торчеську, Трипіллі та Каневі. Причому трипільські та канівські князі часто були васалами торчеських князів, а останні — не тільки київськими, але й волинськими васалами.

### Монгольська доба. XIII—XIVст.
У 1240 році Київське князівство захопили монголо-татари. Хан Батий зруйнував Київ, після чого він остаточно втратив значення столиці Давньоруської держави. Як пише тогочасний мандрівник та місіонер Джованні Да Плано Карпіні, що через декілька років після погрому у Києві — було знищено близько 600 церков, понад 20 монастирів, а в Києві залишилось коло 200 уцілілих домів. Однак існує версія, що під (домами) мандрівник мав на увазі великі і заможні садиби, що належали знатним та заможним родинам. Таким чином, відомості про руйнування Києва можуть бути навмисним перебільшенням, пізніших дослідників, на догоду політичному моменту. Хоча треба брати до уваги, що хан Батий захопив Київ лише через 70 років після спалення його Андрієм Боголюбським. І як пише літописець: «Суздальці так дуже зруйнували 1169 року Київ, що татари не мали вже що руйнувати 1240 року». (Що також може бути перебільшенням і вигадкою).
В XIII ст. політичний центр України переноситься до Галицько-Волинського князівства. Після невдалої спроби князя Данила Галицького закріпитися у Києві та вбивства татарами князя Михайла Всеволодовича, що намагався проводити самостійну політику, на деякий час татари надають «ярлик» на Київ — суздальсько-володимирським князям. (Однак ці відомості є суперечними, і фактологічних підтверджень, окрім відомостей в літописах, справжність яких є сумнівною, цьому не існує)
З 1246 році титулярним князем тут був владимиро-суздальський Ярослав III Всеволодович, який поставив у Києві свого намісника, а пізніше — Олександр Невський, влада якого була також номінальною. З 1263 році татари дозволяють князювати у Києві нащадкам владимирських князів. З 1263 по 1271 рік Київська земля вважалася володінням брата Олександра Невського Ярослава Ярославича. Однак він також не жив у місті, задовольняючись формальним визнанням його влади з боку київського боярства. (Але і це є сумнівним, оскільки на землях Русі, фактично землях київського князівства, було оголошено королівство Руське, а першим її королем став Данило Романович).
В останній чверті XIII століття татарські хани напряму тримали в Києві своїх намісників — багатих місцевих феодалів — і безконтрольно господарювали в ньому. Періодично з'являються в місті монголо-татарські загони (які, щоправда, можуть плутати із половцями), що грабували населення, виводили людей в Золоту Орду. Якийсь час (не пізніше 1300 року) зберігали свої уділи в Київській землі і Смоленські Мономаховичі. Можливо також, що окремі з князів правили у Києві як Волинські васали у 1270-1300 роках. Одним з них був Пороський князь Юрій, васал Волинських князів Володимира Васильковича та Мстислава Даниловича.
Близько 1299—1300 рр. Київ зазнав нападу татар, скориставшись ним як підставою, київський митрополит-грек Максим вирішив змінити місцезнаходження центру Київської митрополії і, залишаючись київським митрополитом, без дозволу константинопольського патріарха перебрався у Володимир-на Клязьмі (звідки митрополит Петро переніс згодом центр митрополичої кафедри у Москву).
У першій половині XIV столітті в Києві знову з'явилися князі, але по уривчастих відомостях важко встановити хронологічність та послідовність їх князювання, а також те, чи постійно вони перебували в місті. Близько 1300-1301 років після перемоги хана Токти над Ногаєм, на Київському престолі утвердилася Путивльська династія, князі якої, з допомогою ординців (вірніше половців), намагались утримати ці території до 1362 року. В цей час у Києві також князювали представники Чернігівських та Переяславських князівств.

### Литовська доба. XIV—XVст.
Між 1324 та 1331 роками київський престол, можливо, займав литовсько-руський князь Ольгимонт Гольшанський (згідно з версією з т. з. літопису Биховця (джерела 16 століття), яка ґрунтується на тому, що литовський князь Гедимін встановив контроль над Київщиною нібито вже у 1324 році , після битви на річці Ірпінь).
З київських князів часів Орди маємо ще відомості про маловідомого князя Федора, який згадується під 1331 роком, з єдиної згадки про нього у Новгородському літописі знаємо що він не був самостійним і знаходився під контролем ординського баскака. Родовід князя невідомий.
Імовірно, боротьба між Золотою Ордою та Литовсько-Руською державою за Київ тривала до 1360-х років (можливо, у 1350-х рр. Київ мав відносно незалежне становище, хоч і нестабільне, на що вказує те, що місто було осідком невизнаних Константинополем самозваних київських митрополитів Феодорита і Романа, але на їх визнання і Золота Орда своєї згоди б не дала, оскільки номінальними київськими митрополитами для неї були ті, що з 1324 року знаходилися у Москві, а Московське князівство було вірним васалом Орди, є думка що Феодорит і Роман були ставлениками Литви, але вона небездоганна) .
Близько 1362 року Київське князівство після битви під Синіми Водами звільнилося з під влади Золотої Орди і перейшло під контроль Великого князівства Литовського (з 1398 року держава називалась Велике князівство Литовське, Руське і Жемайтійське). Воно увійшло до його складу як васальне князівство. Існує версія, що вплив Золотої Орди, в цей час, на політику Києва - перебільшений. Швидше за все, Литвини боролися за контроль над Києвом із незалежними від Золотої Орди половцями. І у битві під Синіми Водами було розбито саме їх, споріднених із Русью народ.
З 1362 р. київським князем став один з Гедиміновичів, онуків Гедиміна і син Ольгерда Гедиміновича Володимир Ольгердович. З часом він все більше став проводити політику, спрямовану на утвердження широкої автономії Київського князівства, домігся від константинопольського патріарха відновлення Київської митрополії як постійного осідку київських митрополитів, митрополитом у Київ патріархом був призначений у 1375 році грек Кіпріан. Володимир досить довго карбував к Києві свою монету (карбовані монети князя карбувалися принаймні за 5 відомими штемпелями). В цей час до Київського князівства стала належати й Переяславська земля. Крім того, кордони князівства значно розширилися на південь і південний схід.
Відносний сепаратизм Володимира викликав невдоволення великих литовських князів, спочатку князя Ягайла Ольгердовича, який став польським королем у 1386 році, а особливо князя Вітовта Кейстутовича, іншого онука Гедиміна, якого литовське панство зробило великим литовським князем всупереч волі Ягайла, що бажав зберегти свою владу над Литвою.
У 1394 році Вітовт позбавив Володимира Ольгердовича влади, його змінив інший удільний князь з династії Гедиміновичів. Київське князівство за волею Вітовта дісталося Скиргайлові Ольгердовичу. За однією версією, що вкладається у тогочасний політичний зміст, Скиргайло був отруєний на бенкеті на початку 1397 р. у Софії, митрополичій резиденції намісником київського митрополита Кипріана Фомою (Кипріан на цей час перебував у Москві, звідки до Києва вже не повернувся).
Після смерті Скиргайла за волею Вітовта Київське удільне князівство було ліквідоване. Вітовт призначив свою довірену особу, служилого князя Івана Ольгемунтовича (Гольшанського) у Київ адміністратором, розпорядником і виконавцем свої волі . Але й служилий князь перебував у Києві очевидно недовго, востаннє Іван згадується у джерелах у 1401 році (точна дата його смерті невідома) .
В 1440 році Київське удільне князівство було відновлено під владою нащадків Володимира Ольгердовича — Олелька Володимировича (1440—1455) та Симеона Олельковича (1455—1470), відтворення удільного князівства було одним із компромісів, що завершив феодальну війну 1432—1440 (між онуками Гедиміна Свидригайлом Ольгердовичем і Сигізмундом Кейстутовичем, у цій війні руська партія підтримувала Свидригайла супроти очільника суто литовського панства Сигізмунда, Свидригайло програв у 1435 році важливу битву, але Сигізмунд у березні 1440 року був вбитий у результаті змвови князів Чарторийських). У грудні 1470 року князь Симеон помер, кияни влаштували безуспішну фронду, вимагаючи від польського короля і литовського князя Казимира залишити за Києвом статус удільного князівства. Вона виявилася безуспішною. У 1392 році Київське удільне князівство було вдруге і остаточно ліквідоване. Кияни двічі відмовлялися прийняти призначеного Казимиром київського воєводу Мартина Гаштовта, але місто було зайняте військом. Київське князівство було перетворено на воєводство.

## Галерея

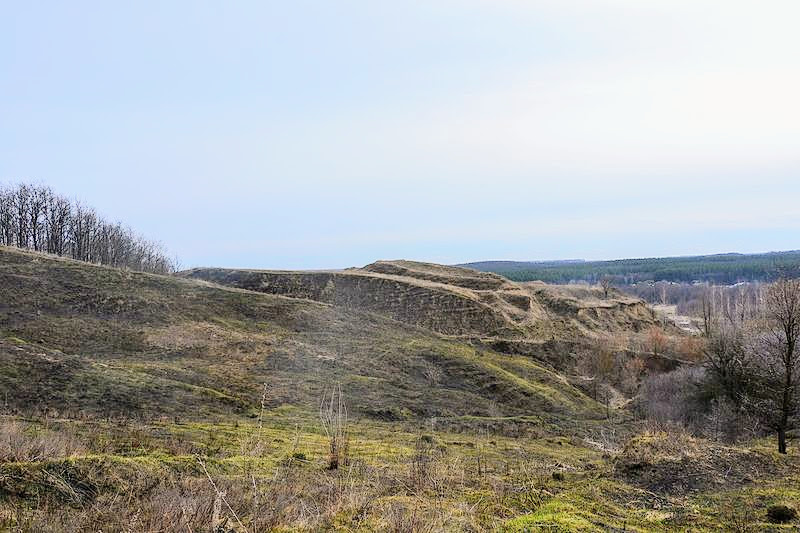
Вид на городище Х-ХІ ст. в Заріччі
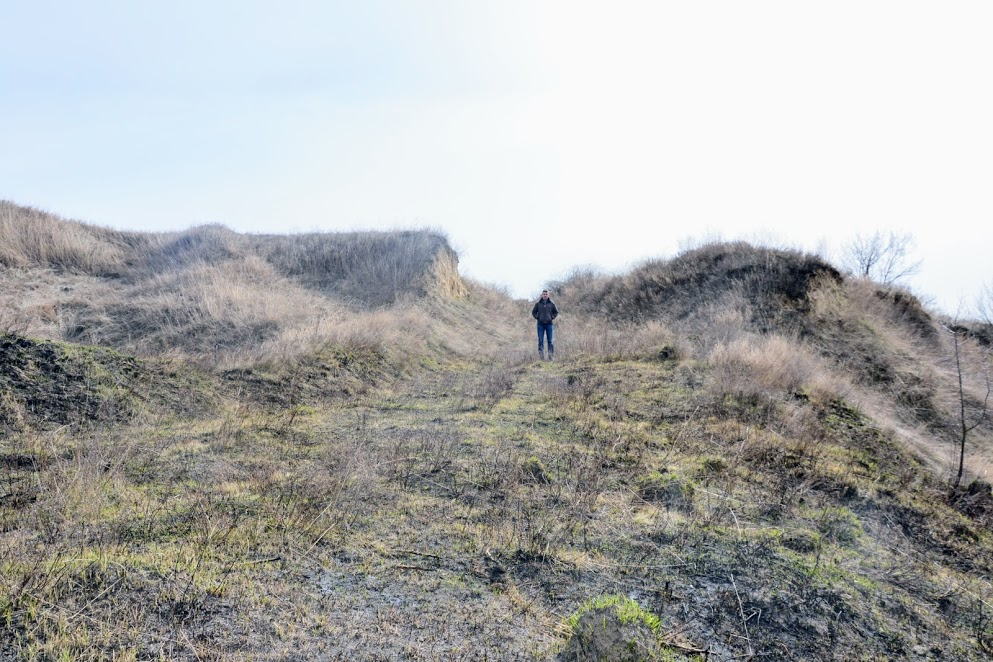
Місце, де були в'їзні ворота фортеці поблизу сучасного села Заріччя
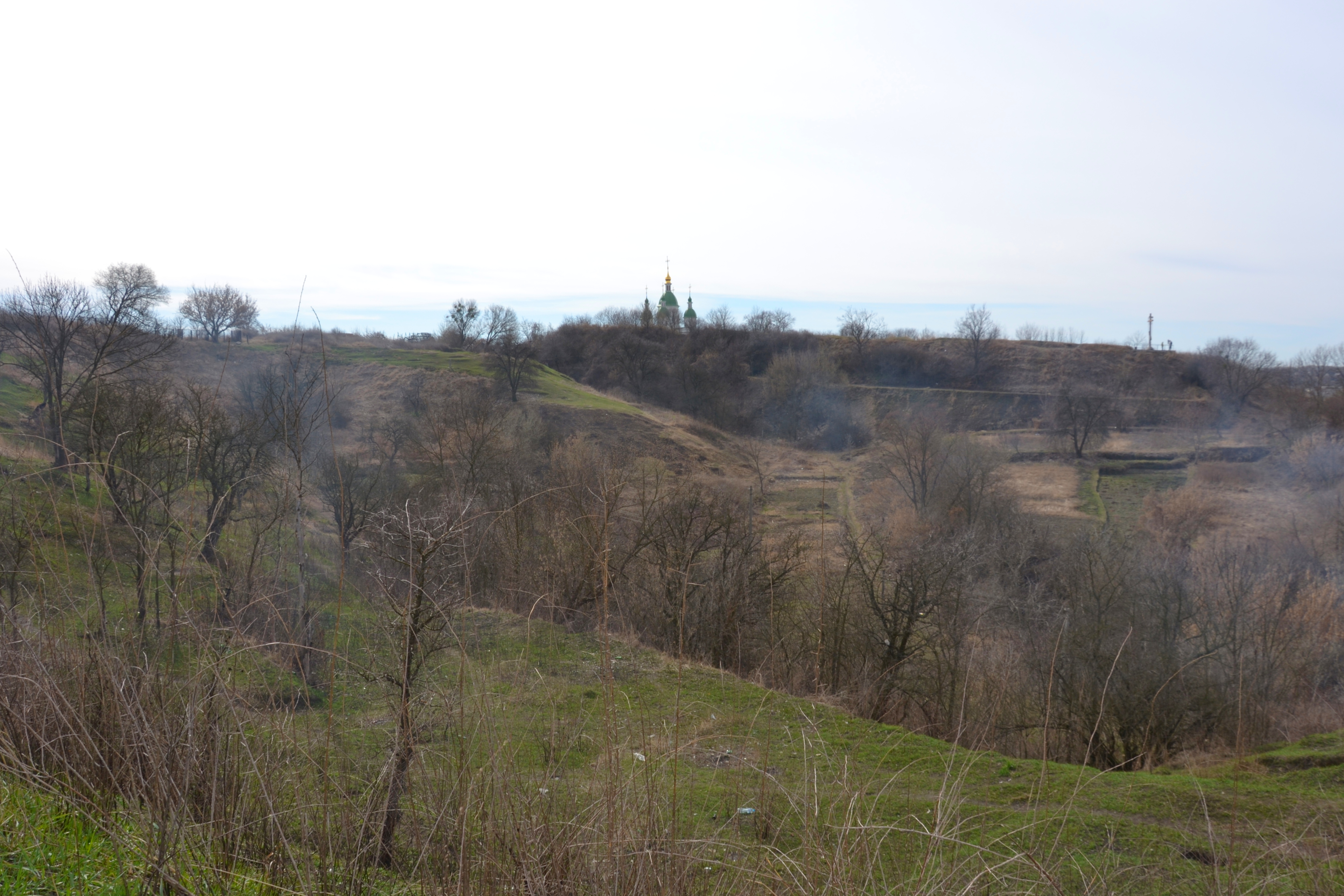
Залишки земляних укрпілень літописного Василева
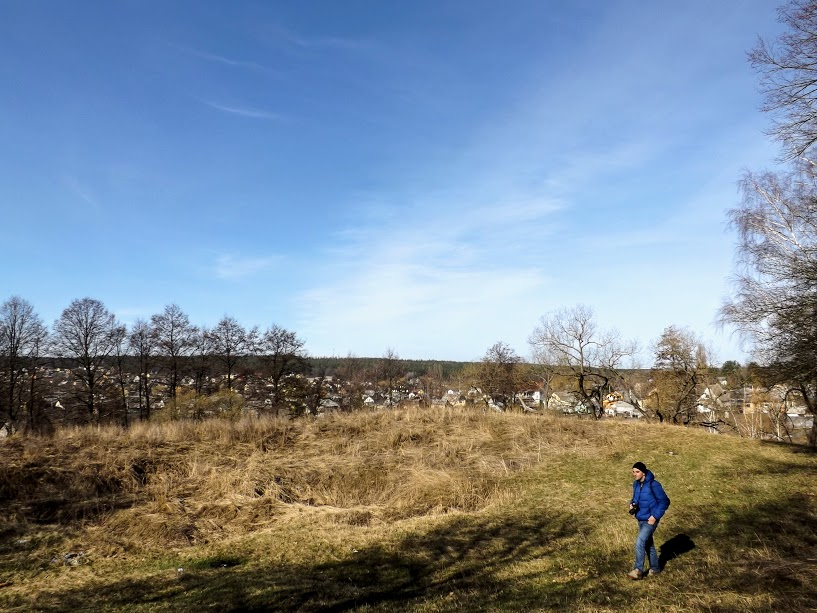
Залишки городища XI-ХІІІ ст. в селі Віта-Поштова
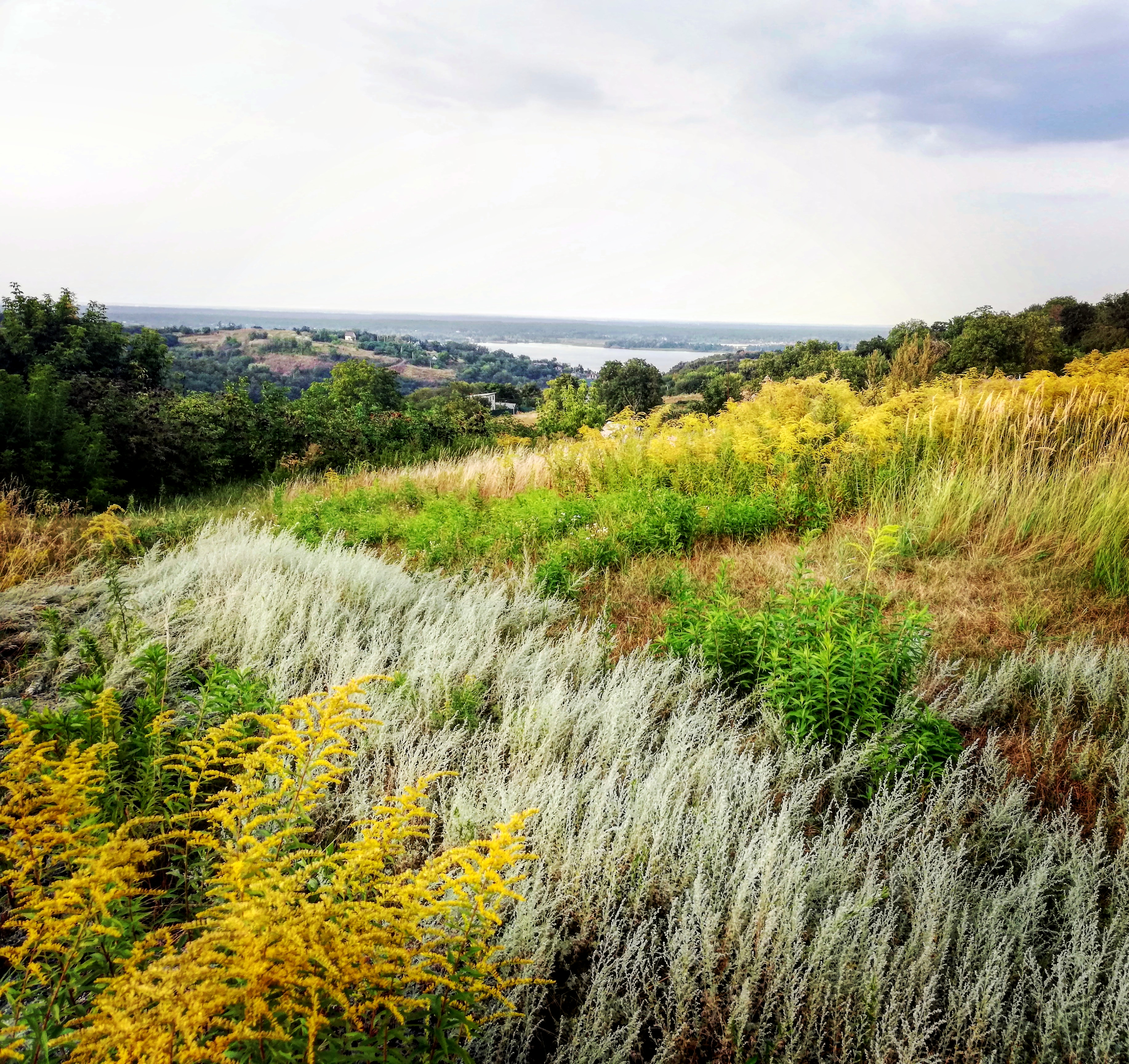
Місце, де існував древній Витичів (V-XIII століття)

### Довідники
- Русина, О. В. Київське князівство [Архівовано 17 Серпня 2016 у Wayback Machine.] // Енциклопедія історії України : у 10 т. / редкол.: В. А. Смолій (голова) та ін. ; Інститут історії України НАН України. — К. : Наукова думка, 2007. — Т. 4 : Ка — Ком. — С. 247. — ISBN 978-966-00-0692-8.
- Енциклопедія українознавства : Словникова частина : [в 11 т.] / Наукове товариство імені Шевченка ; гол. ред. проф., д-р Володимир Кубійович. — Париж — Нью-Йорк : Молоде життя, 1955—1995. — ISBN 5-7707-4049-3.
- Гайдай Л. Історія України в особах, термінах, назвах і поняттях.- Луцьк: Вежа, 2000.
- Радянська енциклопедія історії України.- К., 1970.- т.2.

1. Гречило А. (текст), Завітій Б. (заг. ред.) Наш герб. Українські символи від княжих часів до сьогодення. — К., 2018. — С. 138
2. ↑  Гречило А. (текст), Завітій Б. (заг. ред.) Наш герб. Українські символи від княжих часів до сьогодення. — К., 2018. — С. 138